# Macrotrachela labiata
Macrotrachela labiata är en hjuldjursart som beskrevs av Donner 1951. Macrotrachela labiata ingår i släktet Macrotrachela och familjen Philodinidae. Inga underarter finns listade i Catalogue of Life.